# Samuel Światopełk Bolestraszycki
Samuel Światopełk Bolestraszycki herbu Lis (ur. w końcu XVI w., zm. po 1657 roku) – sekretarz królewski Zygmunta III, wyznawca kalwinizmu, dziedzic dóbr Bolestraszyce.

## Życiorys
Urodził się w kalwińskiej rodzinie szlacheckiej: jego bratem był m.in. Piotr Bolestraszycki; siostra Krystyna była drugą żoną Marcina Czuryły.
Poseł na sejm 1621 roku z ziemi przemyskiej, poseł na sejm 1624 roku z ziemi sanockiej.
W 1617 przetłumaczył z języka francuskiego traktat teologa kalwińskiego Piotra Du Moulin Héraclite ou de la vanité et la misère de la vie humaine (Heraklit albo o próżności i marności życia ludzkiego) pod tytułem Heraklit, albo o próżności dedykując go Annie, siostrze króla Zygmunta III. Pozwany przez biskupa przemyskiego Achacego Grochowskiego przez sąd ziemski w Przemyślu o wydrukowanie książki „niejakiego Heraklita”, „naruszającej zasady wiary i moralności”, odwołał się do Trybunału Lubelskiego. W wyroku z 31 maja 1627 Trybunał uznał Bolestraszyckiego winnym zarzutów i skazał go na 6 miesięcy wieży in fundo (łac. w lochu) w zamku przemyskim, pod karą banicji w razie odmowy odsiadywania kary przed upływem 6 tygodni od daty wyroku, a ponadto na wysoką grzywnę. Książka została spalona przez kata na rynku lubelskim, plebejuszowi za jej czytanie zagrożono śmiercią i konfiskatą dóbr, szlachcicowi — infamią.
Wyrok spowodował oburzenie, protestowali zarówno dysydent Rafał Leszczyński, jak i katolik książę Jerzy Zbaraski.
Ówczesny hetman polny litewski Krzysztof Radziwiłł apelował w tej sprawie do króla Zygmunta: Gdyby nawet było w tej książce co zdrożnego, nikomu jednak nie jest nadana ani od W. Król. Mości, ani od Rzplej władza oczyszczania takiemi ofiarami panowania W. Król. Mości o utrzymaniu pokoju między dyssydentami (...) Żyje dotąd autor tego dzieła Piotr Molinus, a do tego pod królem katolickim, w samowładnem państwie, a jednak jest wolny i bezpieczny i liczne jego są cierpiane dzieła. Tam ani Sorbona, ani duchowieństwo, ani parlament [sąd paryski] nie może naruszyć pokoju, nie może dotknąć nikogo tak haniebnym dekretem [wyrokiem] a tu u nas, w wolnej Rzeczypospolitej, miałożby podobne uciemiężenie przyjąć się i rozkrzewić.
Jesienią 1627 Sejm postanowił:
„Trybunał, iż potestatem condendarum legum (władzy stanowienia praw) nie ma, jeno według prawa od wszystkiej Rzeczypospolitej postanowionego, sądzić powinien, takich spraw, któreby w prawie opisane nie były, przypuszczać przed się nie ma, ani poenas irrogare (kar nakładać), ani nimi nikogo aggrarare (uciążać), nad to, jako są pospolitym oznaczone: a gdzieby się takowe dekreta, lub klauzuły ich nalazły, któreby vim legis saperent (w zakres prawodawczy wkraczały), albo pokóy pospolity wzruszały, jako to niektóre additamenta (dodatki) w pewnych dekretach na przeszłym trybunale lubelskim w sobie mają, do takich żaden pociągany być nie ma, i owszem mają nullitati subesse (ulegać nieważności)”.
Następnie Bolestraszycki wyjechał za granicę, znalazł w latach 1628–1629 schronienie na dworze Gabriela Bethlena w Siedmiogrodzie. Po jego śmierci w 1630 wrócił do kraju i oddał się pod opiekę Rafała Leszczyńskiego i Krzysztofa Radziwiłła. Obawiał się, że jako infamis z rozkazu biskupa Achacego Grochowskiego może zostać zatrzymany. Brał udział w synodach wyznania kalwińskiego (m.in. w 1632, 1635, 1642); w 1634 był delegatem na konwokację generalną we Włodawie.
Jako że uchwała sejmowa nie wymieniała go imiennie, musiał nadal walczyć o rehabilitację.
Na sejmie 1647 otrzymał list żelazny od Władysława IV, ostatecznie został przywrócony do czci przez sejm koronacyjny Jana Kazimierza w styczniu 1649.